# El cerebro de Bart
«El cerebro de Bart» —título original: «Bart's Brain»— es el decimoctavo y último episodio de la trigésimo quinta temporada de la serie de televisión de animación estadounidense Los Simpson, y el 768 en total. Se emitió en los Estados Unidos en Fox el 19 de mayo de 2024. El episodio fue dirigido por Mike Frank Polcino y escrito por Dan Vebber.
En este episodio, Bart encuentra un cerebro humano y comienza a cuidarlo, lo que hace que su familia se preocupe por su reputación. Megan Mullally y Kerry Washington actuaron como estrellas invitadas. El episodio recibió críticas positivas.

## Trama
La familia Simpson traslada al abuelo a una habitación más pequeña en la residencia de ancianos para ahorrar dinero. Bart y Lisa le ayudan a deshacerse del exceso de pertenencias que no caben en su nueva habitación. Bart coge los recuerdos de guerra del abuelo y los cambia en la tienda de Herman por crédito. Encuentra un cerebro humano en un frasco y lo compra con el crédito, para poder gastar bromas a la gente. En la cafetería de la escuela primaria de Springfield, les dice a los niños que la comida está hecha con el cerebro, lo que les provoca vómitos. En lugar de castigarle, la Sra. Peyton hace que Bart cuide del cerebro y escriba sus experiencias en un diario mientras los demás niños se ocupan de los huevos.
Bart se cansa rápidamente de cuidar del cerebro. Como quiere tomarse un descanso, le pide a Homer que lo cuide mientras él juega con Milhouse. Homer lleva el cerebro a la Taberna de Moe. Mientras tanto, los objetos de la casa de Milhouse le recuerdan a Bart el cerebro, por lo que decide volver a casa. Cuando Homer regresa, Bart ve que Homer ha traído a casa un tarro de huevos en escabeche. Bart busca el cerebro y lo encuentra con Kearney, Jimbo y Dolph, que planean hacerlo explotar. Bart se lo lleva y lo llama Buddy, al tiempo que le da una personalidad parecida a la suya. Bart comienza a cuidarlo obedientemente incluso después de terminar su tarea escolar. Su familia empieza a preocuparse de que el cerebro esté arruinando su reputación.
Después de que Homer oiga a los habitantes del pueblo hablar de Bart y el cerebro, la familia decide aislar a Bart en casa. Cuando Bart les ve escapándose a la iglesia, le mienten y le dicen que puede quedarse en casa como recompensa. Más tarde, Bart llega a la iglesia con el cerebro y se sienta con su familia. Al oír que la gente y su familia le juzgan por cuidar de un cerebro, Bart pasa al frente de la iglesia con el cerebro y lo declara su mejor amigo. De repente, la etiqueta del tarro del cerebro se cae y revela que el cerebro pertenecía a Corbin Everly, un contable que donó su cuerpo a la Universidad de Springfield. Al darse cuenta de que el cerebro pertenecía a una persona real y no es el personaje que le dio, Bart decide devolver el cerebro a la universidad. El profesor Frink encuentra el cerebro y se lo lleva, diciéndole que lo echaba de menos. Antes de irse patinando, Bart llama raro a Frink.

## Producción
Debido a los conflictos laborales de Hollywood 2023, esta temporada constó de 18 episodios, lo que es más corto que la mayoría de las temporadas. Como resultado, este episodio se convirtió en el final de temporada. El productor ejecutivo Matt Selman describió el episodio como «clásico de Los Simpson». Megan Mullally interpreta a Sarah Wiggum y Kerry Washington a Rayshelle Peyton.